# Gastroserica pickai
Gastroserica pickai är en skalbaggsart som beskrevs av Ahrens 2000. Gastroserica pickai ingår i släktet Gastroserica och familjen Melolonthidae. Inga underarter finns listade i Catalogue of Life.